# Le Marché aux poissons
Le Marché aux poissons est un tableau peint en 1659 par Adriaen van Ostade représentant un marché urbain.
Le musée du Louvre l'acquiert en 1801 dans une vente publique de tableaux. Elle fait partie des collections du Département des peintures, et porte le numéro d'inventaire INV 1681.

## Historique
Le Marché aux poissons est un tableau haut de 41 centimètres et large de 36 centimètres peint en 1659 par Adriaen van Ostade. Le tableau est décrit comme étant du début post-rembranesque de la période de maturité de l'artiste, ayant pour sujet un marché urbain, thème fort répandu alors dans la peinture flamande.
L'œuvre est acquise par le musée du Louvre dans une vente publique de tableaux apportés de Flandre et de Hollande par Paillet et Cloclers à Paris, en 1801. Elle fait partie des collections du Département des peintures et est enregistrée sous le numéro d'inventaire INV 1681.